# 帕讷塞
帕讷塞（法語：Pannecé，法語發音：[panse] ⓘ）是法国大西洋卢瓦尔省的一个市镇，属于沙托布里扬-昂斯尼区。

## 地理
帕讷塞（47°29'10"N, 1°14'22"W）面积30.59 平方千米，位于法国卢瓦尔河地区大区大西洋卢瓦尔省，该省份为法国西北部沿海省份，位于布列塔尼半岛东南部，北起伊勒-维莱讷省，西北接莫尔比昂省，西临大西洋，南至旺代省，东临曼恩-卢瓦尔省。
与帕讷塞接壤的市镇（或旧市镇、城区）包括：梅桑热、普耶莱科托、里亚耶、泰耶、瓦隆德莱德尔。

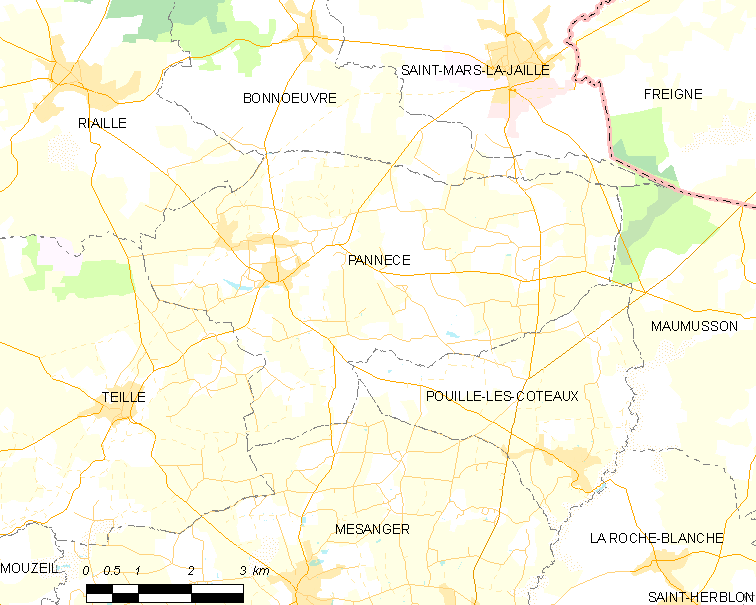
帕讷塞的OSM定位图

帕讷塞的时区为UTC+01:00、UTC+02:00（夏令时）。

## 行政
帕讷塞的邮政编码为44440，INSEE市镇编码为44118。

## 政治
帕讷塞所属的省级选区为昂斯尼-圣热雷翁县。

## 人口

1962-2008年间帕讷塞人口变化图示

帕讷塞于2022年1月1日时的人口数量为1454人。